# 五番町 (京都市)

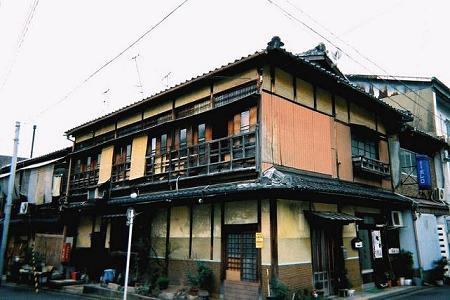
旧五番町遊廓 （2000年、利用者撮影）

五番町（ごばんちょう）は京都市上京区にある町名である。千本通と中立売通の西南一帯。江戸時代に花街ができ、遊廓として賑わったが1958年、売春防止法施行により廃止され、住宅街に変わった。ここでは遊廓について紹介する。

## 歴史

五番町（北新地）紋章

「五番町」の町名の由来は桃山時代、豊臣秀吉が聚楽第を築城する際、かつて平安宮が存在し野原と化した「内野」を開発し武家地として整備した。しかし、住処を伏見の桃山城に移すと内野は荒廃し、田畑に返った。
再開発されたのが江戸時代初期、御所拡大に伴い移住してきた住民が北野天満宮、愛宕山への参拝客を相手に煮売茶屋をはじめ、それが花街として発展してゆくのである。その繁栄ぶりに京都所司代は危機を感じ、何度も取り締まったが結局、上七軒の管下として営業を許した。
明治に入り、五番町は四番町とともに独立の遊廓として認められ女紅場を設置したが有名無実となり、やがて東部と西部に分けられ、東部は芸妓、西部は娼妓とそれぞれ栄えた。特に芸妓部は祇園甲部、先斗町と並ぶ芸所として名を馳せていた。
しかし、近くには上七軒があり、五番町は上七軒より揚代が安かったため職人が多く通う花街として知られ、次第に娼妓本位の街となった。そのため五番町＝下級花街のイメージが付きまとったため業者側は「北新地」と呼ばせていたが、地元の人は相変わらず「ごばんちょう」と呼んだ。

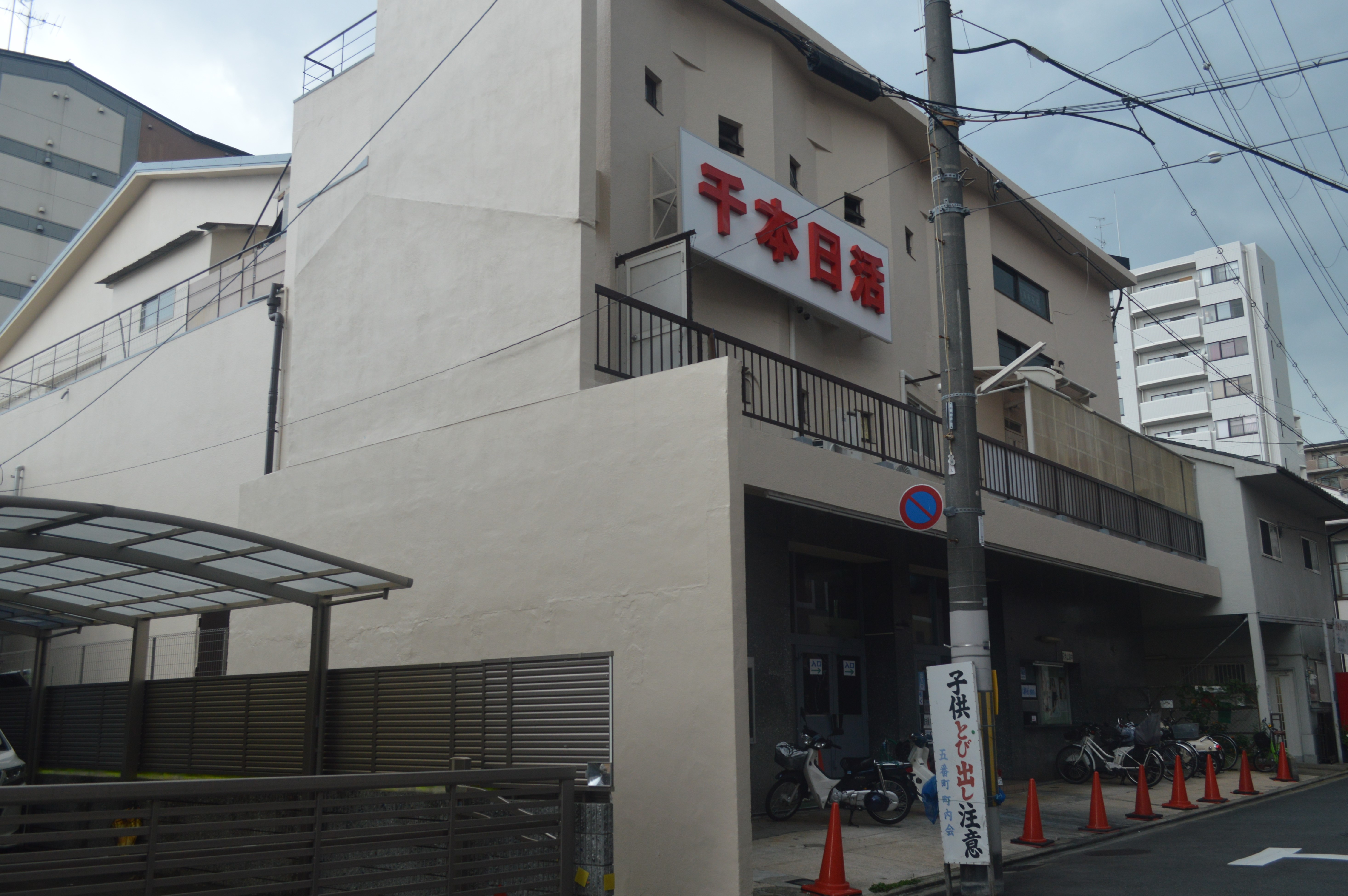
千本日活　かつてこの敷地に花街組合の事務所があった。

第二次世界大戦後、「西陣新地」と名称を変え営業していたが、1958年（昭和33年）3月15日、売春防止法施行により、同じく娼妓中心だった五条・七条新地などとともに廃止された。その後、一部のお茶屋は残っていたが時代の流れにより普通の住宅地へと変貌し、遊廓としての面影はわずかにしか残っていない。
五番町遊廓を舞台にした作品で水上勉の小説『五番町夕霧楼』が有名である。